# 10204 Turing
10204 Turing (1997 PK1) là một tiểu hành tinh vành đai chính được phát hiện ngày 1 tháng 8 năm 1997 bởi P. G. Comba ở Prescott.